# Witold Bieliński
Witold Bieliński (ur. 13 kwietnia 1959 w Warszawie) – polski aktor filmowy, teatralny i telewizyjny, reżyser.

## Życiorys
Absolwent Wydziału Sztuki Lalkarskiej Akademii Teatralnej im. Aleksandra Zelwerowicza w Warszawie w 1983 roku. Debiut teatralny zaliczył jako student na Małej Scenie Teatru Powszechnego w Warszawie, występując w głównej roli w spektaklu pt. Clowni. Początkowo występował na deskach Teatru Polskiego w Warszawie, a po dwóch latach w Teatrze Ochoty w Warszawie. W kolejnych latach teatralnej kariery aktorskiej grywał m.in. w Teatrze Komedia w Warszawie, Teatrze Impresaryjnym we Włocławku Teatrze na Kresach, Teatrze na Woli, Teatrze Rozmaitości w Warszawie, Teatrze Staromiejskim, Teatrze „Polonia” (przedstawienie „Grube ryby” w reżyserii Krystyny Jandy, spektakl nagrodzony na festiwalu ANIOŁ PUBLICZNOŚCI w Bielsku-Białej w 2009 roku), Teatrze 6-pietro, Teatrze Capitol oraz w teatrach: Kwadrat, Rampa, Bajka, na scenie inicjatyw teatralnych ZASP oraz na scenie Le Madame. W sumie na deskach teatralnych zagrał około pięćdziesięciu dwóch ról
Na szklanym ekranie zadebiutował jako statysta w Człowieku z marmuru w reżyserii Andrzeja Wajdy, u którego w późniejszych latach zagrał jako aktor w filmach Korczak i Pierścionek z orłem w koronie. Pierwszą jego rolą filmową była rola Grama w filmie Dzień czwarty, w reżyserii Ludmiły Niedbalskiej. Grał u wielu uznanych polskich reżyserów, m.in. u Władysława Pasikowskiego, Macieja Ślesickiego, Macieja Wojtyszko, Marka Koterskiego.
Witold Bieliński występował również w serialach telewizyjnych oraz w przedstawieniach dla dzieci, w Tajemniczym ogrodzie (Teatr Komedia), w Małym Księciu (Teatr Staromiejski) oraz w Królu Bólu (Teatr Bajka) i w przedstawieniu Ania z Zielonego Wzgórza (Kamienicy Teatr).
W 2016 roku wyreżyserował spektakl „Kandydat”, który swoją premierę miał w Teatrze Podaj Dalej. Główną rolę Kandydata zagrał Jarosław Gruda.

## Filmografia
- 1984: Dom wariatów jako sąsiad
- 1984: Dzień czwarty jako Gram
- 1987: Śmieciarz
- 1987: Rzeka kłamstwa jako Walek
- 1988: Akwen Eldorado jako milicjant
- 1988–1990: W labiryncie jako Andrzej, syn pani Marii
- 1990: Korczak jako Niemiec
- 1990: Kapitan Conrad
- 1991: Pogranicze w ogniu jako tajniak
- 1992: Psy jako Student
- 1992: Pierścionek z orłem w koronie
- 1993: Czterdziestolatek. 20 lat później jako recepcjonista w hotelu
- 1993: Bank nie z tej ziemi jako mężczyzna na licytacji
- 1994: Polska śmierć jako stary magister
- 1994: Spółka rodzinna jako Grigorij
- 1995: Ekstradycja jako policjant
- 1996: Wirus
- 1997: Sara jako policjant
- 1997: Sztos jako brat Synka
- 1997–2000: Dom jako strażnik
- 1997: Boża podszewka jako partyzant
- 1997: Musisz żyć jako barman w klubie
- 1998–2003: Miodowe lata jako 3 role: posłaniec, menel i murarz
- 1998: Rodziców nie ma w domu jako dziennikarz
- 1999: Palce lizać jako listonosz
- 1999: Operacja „Koza” jako sprzedawca trumien
- 1999: Komisarz Rex jako Andrzej Bukowski
- 2000: Sezon na leszcza jako patolog
- 2001–2007: Klan jako Wiesław Kosikowski
- 2001: Kocham Klarę jako listonosz
- 2002: Sfora jako policjant
- 2002–2011: M jak miłość jako 2 role: policjant i Jakub Weimann
- 2002: Bez litości jako policjant
- 2002–2003: Kasia i Tomek jako 2 role: celnik, lekarz
- 2003–2006: Samo życie jako aspirant Lewandowski
- 2003–2007: Daleko od noszy jako 2 role: psychiatra, pacjent
- 2004–2008: Na dobre i na złe jako 2 role: przewodniczący sądu, policjant
- 2004–2015: Na Wspólnej jako 4 role: aspirant Iwicki, Bogdan Wróbel, oficer dyżurny i sąsiad Pawła
- 2004–2006: Bulionerzy jako Mietek
- 2004: Całkiem nowe lata miodowe jako żebrak Rycho
- 2004: Dziupla Cezara jako robotnik
- 2004–2009: Pierwsza miłość jako Stanisław Brycholski
- 2006: Rodzina zastępcza jako menel
- 2006: Fałszerze – powrót Sfory
- 2007: Halo, Hans! jako uczestnik castingu
- 2007: Fala zbrodni jako Stancfeld
- 2007: Ogród Luizy jako Kulawka
- 2007: Magda M. jako klient
- 2008: Plebania jako mężczyzna
- 2008: Doręczyciel jako gangster
- 2008: Popiełuszko. Wolność jest w nas jako oficer LWP
- 2009–2022: Ojciec Mateusz jako 2 role: Stefan Jabłoński i Tadeusz Surmacz
- 2010: Optymista jako sąsiad
- 2012: Hans Kloss. Stawka większa niż śmierć jako pielęgniarz
- 2013: Czas honoru jako kapitan
- 2013: Syberiada polska jako mężczyzna
- 2014: Na krawędzi 2 jako Stanisław Murek
- 2014–2015: Ranczo jako szklarz
- 2016: Zerwany kłos jako ksiądz Władysław